# José Esquivel de Velázquez
José Esquivel de Velázquez fue un escritor y religioso mercedario español del siglo XVIII.
Fue maestro en teología de la provincia de Castilla y catedrático de la Universidad de Salamanca. Entre sus mejores sermones figura la Oración fúnebre en las exequias del Rdmo. é Ilmo. D. Fr. García Pardiñas, obispo de Tarazona (1745)